# Hod HaSharon
Hod HaSharon, de asemenea Hod HaȘaron (în ebraică הוֹד הַשָּׁרוֹן‎‎, însemnând „Splendoarea Saronului”) este un oraș din Israel, aflat în plasa (Nafat) Sharon, în Districtul de Centru (Mahoz Hamerkaz). El a fost declarat oraș în mod oficial în anul 1990, fiind creat prin unirea în anul 1964 a patru comune învecinate: Magdiel, Ramatayim, Hadar și Ramat Hadar. Suprafața localității este de 19,236 km², iar populația sa este estimată în 2024 la 66.185 locuitori. În anul 2011 locuiau în oraș aproape 50,000 locuitori.
Hod Hasharon se află la 18 km nord de Tel Aviv și se învecinează la sud și vest cu două orașe din districtul Tel Aviv: Ramat Hasharon și Petah Tikva, la nord cu orașul Kfar Sava și la nord-vest cu orașul Raanana. În apropierea sa se mai află mai multe comune de tip moșav: Ganey Am, Yarkona, Adanim, Ramot Hashavim, Kfar Malal și Ghivat Hen. Limita fizică a orașului la sud este formată de rîul  Yarkon, iar la vest, în mare parte, de Șoseaua 4.
În anii 2000, populația orașului a crescut într-un ritm rapid din cauza amplorii construcțiilor. Spre deosebire de orașele din jur, Hod Hasharon mai dispune încă de numeroase terenuri virane și de suprafețe agricole, dintre care unele au fost alocate construcțiilor de locuințe.

## Originea numelui
Numele localității este compus din două cuvinte: „Hod”, în ebraică „splendoare”, și „Sharon”, regiunea geografică Sharon în care se află orașul. 
Una din componentele orașului era la origine comuna Kfar Hadar, în care cuvântul Hadar, care înseamnă „citrice” (Pri Hadar) are și înțelesul de „splendoare”.  Când s-au unit așezările Kfar Hadar și Ramatayim, numele localității ("consiliu local") formate a fost Hadar Ramatayim. Când Hadar Ramatayim s-a unit cu încă două așezări la 1 noiembrie 1964, pentru localitatea nou creată a fost ales numele propus de către Dov Rozen, un funcționar al Ministerului de interne: Hod Hasharon.

## Sectoarele orașului și istoria lor

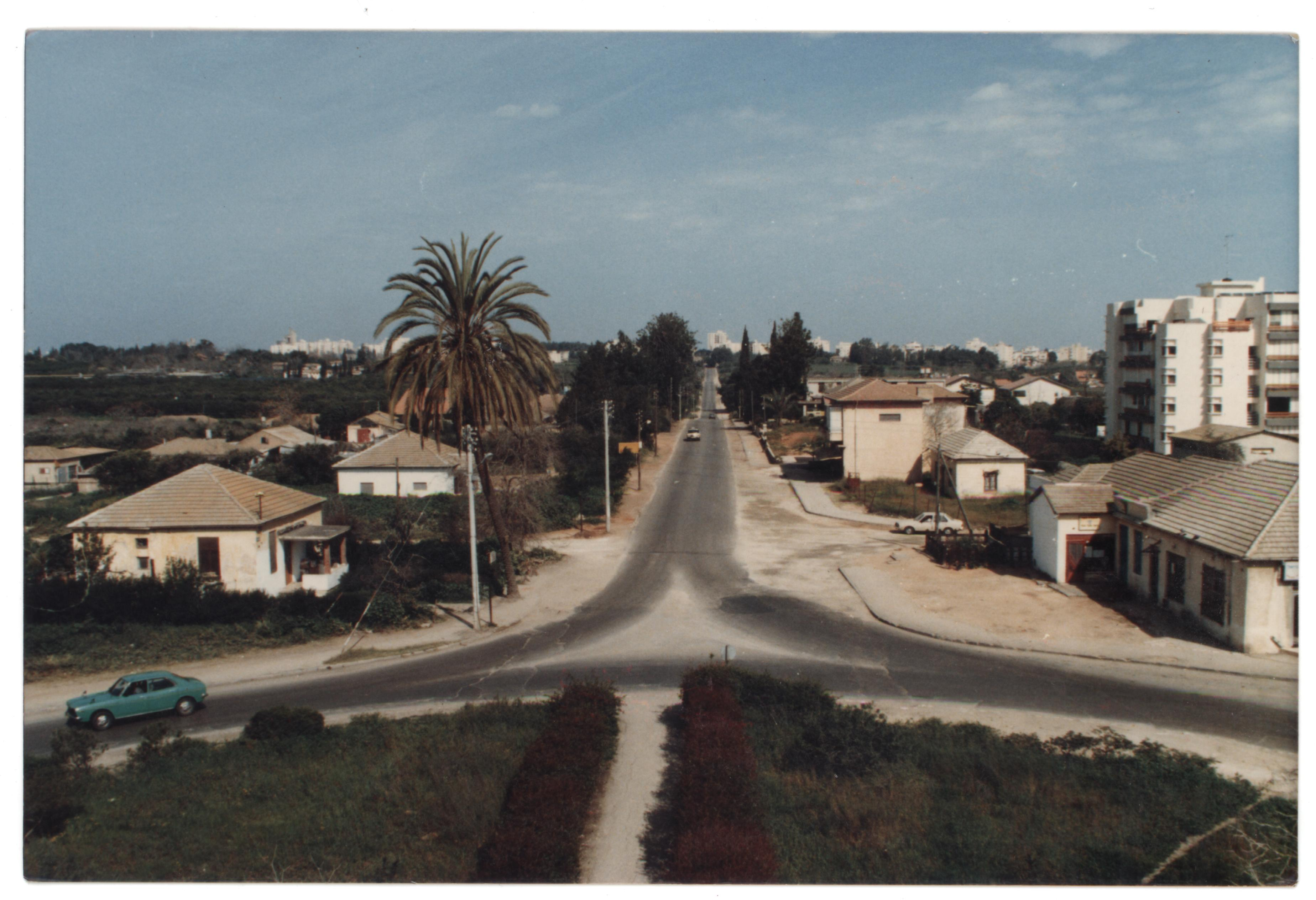
Strada Sokolov din Hod Hasharon, pe vremuri Strada hasidimilor, la Magdiel în 1950

### Magdiel
Așezarea Magdiel a fost întemeiată în august 1924 de 12 evrei așkenazi din pătura mijlocie, veniți din Polonia, care, reuniți la Tel Aviv, s-au adresat Companiei de colonizare conduse de Yehoshua Hankin pentru a cumpăra 400 ha în zona satului arab Biar Ades. 
Terenul a fost cumpărat de la șeful tribului de beduini Abu Kishk. 
În fruntea așezării agricole de tip moșava înființate a fost ales Shmuel Zakif. În anul 1925 a fost inaugurată în mod oficial fondarea localității și odată cu ea prima ei sinagogă.
Localitatea a fost denumită Magdiel, „rodul lui Dumnezeu”, denumire care figurează în Biblie, în Vechiul Testament.

### Ramatayim
În anul 1924 un grup de pionieri evrei din a IV-a Aliya, dintre care o parte veniți din Olanda, s-au organizat și ei în achiziționarea de pământ de la tribul de beduini Abu Kishk.
Așezarea cooperatistă - înființată de ei în 1925, Ramatayim („Două înălțimi”), a fost un moșav bazat pe gospodării private și s-a bucurat de sprijinul financiar al filantropului olandez Houtacker. În anii 1930-1950 i s-au adăugat câteva cartiere: Cartierul muncitoresc A (1934), Cartierul muncitoresc B (înainte de 1948), Neve Hadar (1949), Shikun Ghiora (1949) și altele.
În  noiembrie 1951 așezarea s-a unit de bunăvoie cu comuna vecină Kfar Hadar într-un consiliu local unic numit Hadar Ramatayim, având 8.000 locuitori și 15.500 dunami (1,550 ha). În fruntea consiliului local a fost ales Shalom Lerner.

### Kfar Hadar
În anul 1927 pionieri orășeni ai reașezării evreiești din pătura mijlocie locală care au tânjit spre înființarea unui sat evreiesc - moșavá - bazat pe munca agricolă proprie, au cumpărat și ei pămanturi de la tribul beduin din partea locului, Abu Kishk.
Noua așezare, creată în 1929 Kfar Hadar s-a bazat, pe cultivarea citricelor și creșterea de găini.
La începutul anilor 1940 i s-au alăturat imigranți evrei din Yemen care au întemeiat cu vremea un cartier propriu, Shikun Hateimanim. Acesta face parte în prezent din cartierul Ganey Tzvi.

### Ramat Hadar
Comuna (moșavá) Ramat Hadar a luat ființă la 26 mai 1938 din inițiativa unor imigranți evrei din „a 5-a Aliyá”, din Germania, pe o colină lângă Kfar Hadar și Ramatayim. Ea a fost alcătuită din mici gospodării bazate pe creșterea păsărilor, de asemenea pe comert si meșteșuguri.  Locuitorii ei, care s-au perfecționat în acest domeniu, și-au difuzat experiența și cunoștintele   în rândurile vecinilor. Vânzarea produselor au făcut-o în mod privat, fără ajutorul instituțiilor existente.  În aprilie 1963, conform ordinului ministerului de interne al Israelului de a uni unele așezări mici învecinate, Ramat Hadar s-a unit cu Hadar-Ramatayim. Noua localitate s-a numit în continuare Hadar Ramatayim, având în acel moment 8,400 locuitori. Primul ei primar a fost Binyamin Even.

### Unirea comunelor
La 11 noiembrie 1964 s-a săvârșit unirea consiliului local Hadar-Ramatayim (format din așezările Ramatayim, Kfar Hadar și Ramat Hadar) cu comuna Magdiel în consiliul local comun Hod Hasharon.
Noua localitate număra atunci 12,200 locuitori pe o arie de 2000 ha, din care jumătate destinată agriculturii.
În mai 1990 localitatea, având 26,000 locuitori, a primit statutul oficial de oraș. Primul ei primar a fost Ezra Binyamini (1989-2004). El a fost urmat de primarul actual, Hai Adiv.

## Istoria veche a locului

### Antichitate
La Hod Hasharon se află câteva situri arheologice. Situl Al Halatmiya cuprinde pietre de constructie, ceramici din epoca bronzului, cea târziu, cea bizantină și evul mediu. În cartierul Ghil Amal s-au găsit urme care datează din perioada calcolitică și urme de așezare din epoca romană, bizantină și arabă timpurie.
 În perimetrul sinagogii Hapoel Hamizrahi din oraș s-au găsit vestigii din epoca persană ahemenidă și epoca elenistică. 
La intrarea în oraș, la izvoarele Iarkonului, se află situl Tel Kane, unde s-au găsit vestigii din epoca medie a bronzului, epoca fierului, cea persană, elenistică și bizantină.La mijlocul anului 2012 s-a deschis pentru public un parc arheologic și de distracții care include un spațiu cu vestigii și reproduceri ale uneltelor agricole folosite în regiune în antichitate.

### Evul mediu
În august 2012, în cursul lucrărilor pentru șoseaua Kfar Malal, s-a descoperit un atelier de producere pe scară comercială a uleiului de măsline datând din epoca bizantină și a Califatului Arab, adică secolul al VI-lea - VIII-lea.

### Epoca modernă
Înaintea secolului al XX-lea zona unde se află azi localitatea făcea parte din Pădurea Saronului, caracterizată de cranguri sau dumbrăvi, in parte populate de stejari de Tabor (Quercus ithaburensis) care se întindeau de la Kfar Yona in nord la Raanana în sud.   
În mod tradițional locuitorii arabi se îndeletniceau aici cu păstoritul, cu tăierea de lemne pentru foc , și culturi agricole intermitente. 
Intensificarea așezării și agriculturii în câmpia litoralului (Mishor Hahof) în secolul al XIX-lea au dus la despăduriri și la o degradare ecologică.

### Revolta arabă din 1929
În anul 1929 au izbucnit atacuri ale arabilor palestineni împotriva evreilor pe tot cuprinsul Palestinei.
Așezările evreiești Magdiel și Ramatayim, care se temeau de atacuri cu arme de foc dinspre localitățile arabe vecine Kalkiliya, Abu Kishk și Biar Ades, au hotărât să evacueze femeile și copiii într-un loc considerat mai sigur, satul Kfar Malal, care avea case zidite din blocuri. Bărbații s-au adăpostit în piscina înconjurată de stâlpi de beton din Magdiel. Spațiile libere au fost umplute cu saci de nisip.

### Ostilitățile dintre arabi și evrei în Palestina
După achiziționarea de pământuri de către evrei și așezarea acestora s-au produs conflicte între evrei și arabi.  
În primii ani de existență ai celor patru așezări evreiești care ulterior au format Hod Hasharon, au izbucnit conflicte cu ciobanii beduini din satul vecin Biar Ades. Locuitorii evrei s-au înrolat cu vremea în mișcările de auto apărare și au participat apoi la lupta pentru independență.
La începutul Războiului arabo-evreiesc din 1948-1949 care a început de fapt ca război civil la sfârșitul anului 1947, arabii din Biar Ades și voluntari [[irakieni din Armata de Salvare a Palestinei a lui Fawzi Al Kawukji au atacat Magdiel  Luptători evrei din organizația paramilitară evreiască Etzel (Irgun) au răpit câțiva conducători arabi dușmani din vecinătate.  În cele din urmă, locuitorii arabi ai satelor Biar Ades și Abu Kishk au fugit. După terminarea războiului nu li s-a permis să se întoarcă în satele lor, aflate pe teritoriul noului stat Israel. Pământurile lor, declarate abandonate, au fost anexate la localitățile evreiești din regiune, inclusiv actualul Hod Hasharon.

### Hod Hasharon

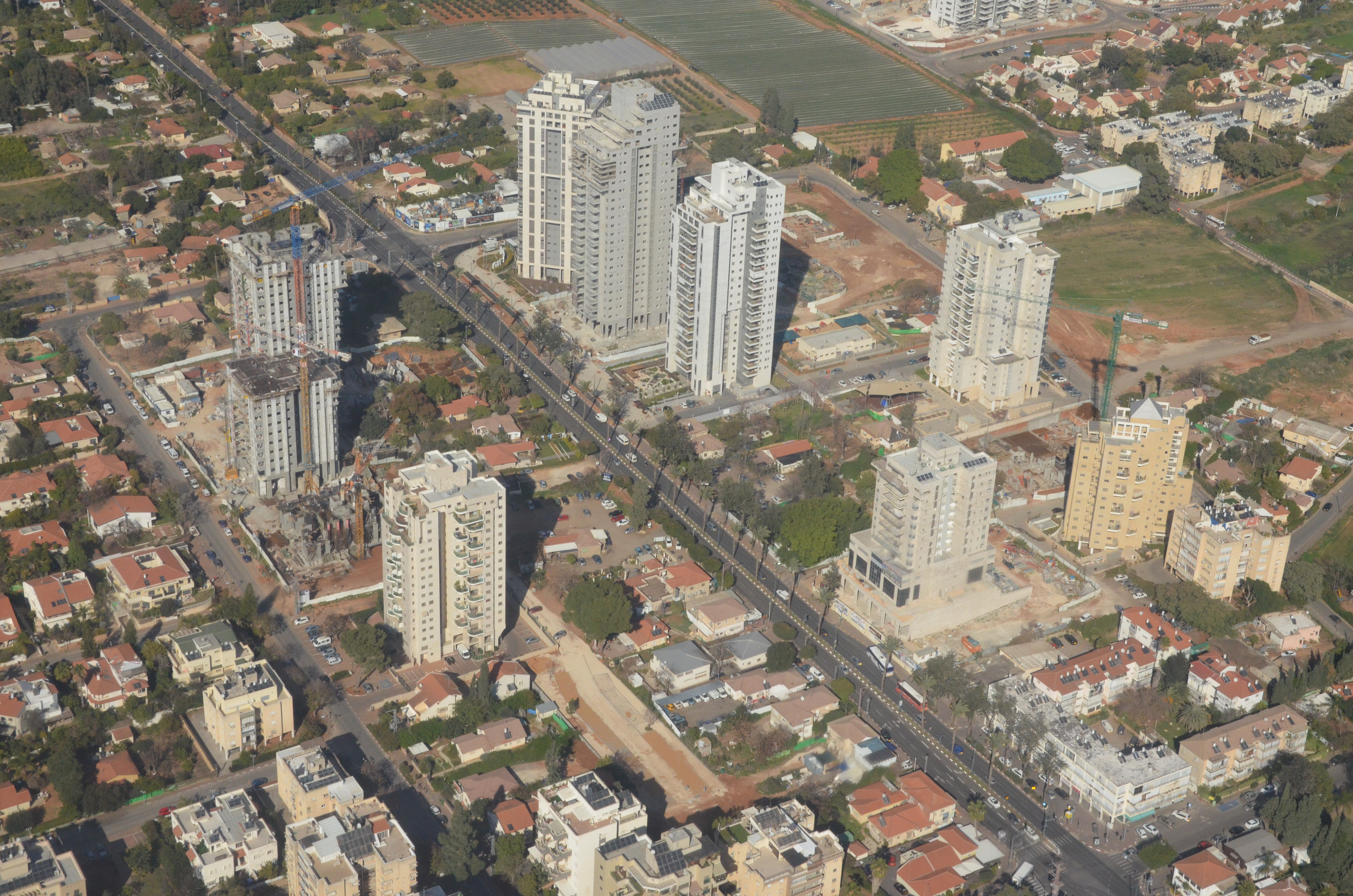
Hod Hasharon, vedere aeriană în 2014

După fondarea Statului Israel, lângă cele patru moșavot au luat ființă trei mari maabarot, tabere pentru cazarea noilor imigranți.  
Din anii 1950 in locul lor s-au construit cartiere de blocuri - Ghiora, Ghil Amal și Neve Neeman.  Din 1951 a început un proces de unire a așezărilor agricole  - moșavot. Ramatayim s-a unit cu Kfar Hadar  pentru a forma consiliul local Hadar-Ramatayim. 
În 1963 li s-a alăturat Ramat Hadar.
În 1964 prin unirea așezărilor Magdiel și Hadar Ramatayim, care era ea însăși, formată prin reunirea fostelor moșavuri și moșavot Ramatayim, Hadar și Ramat Hadar, s-a constituit Hod Hasharon  Ulterior au fost anexate la Hod Hasharon cartierele limitrofe Ganey Tzvi, Gan Meghed, Neve Neeman și Neve Hadar... 
Hod Hasharon a fost condus la început de un consiliu local, până ce a fost declarat oraș în aprilie 1990. 
În 1964 populația localității a fost 13000 locuitori, iar în 1980 - 18500. Ulterior s-a permis folosirea unor pământuri agricole pentru construirea de locuințe și dezvoltarea orașului a luat amploare.

## Demografie
În 2006 populația orașului era formată din 99.9% evrei. Densitatea este cea mai joasă din Câmpia Saronului. 
Rata de creștere a populației în 2006 a fost de 3.3%, în 2021-2022 - 0.6%  
După estimările Biroului Central de Statistică al Israelului, la sfârșitul lui august 2024 au locuit la Hod Hasharon 66185 locuitori (locul 31 intre localitatile urbane din Israel)
Procentul elevilor cu diploma de bacalaureat a atins 89%. Salariul mediu în 2021 a fost în oraș de 18959 shekeli (media pe țară:11330)

## Învățământ
În oras funcționează 18 școli 

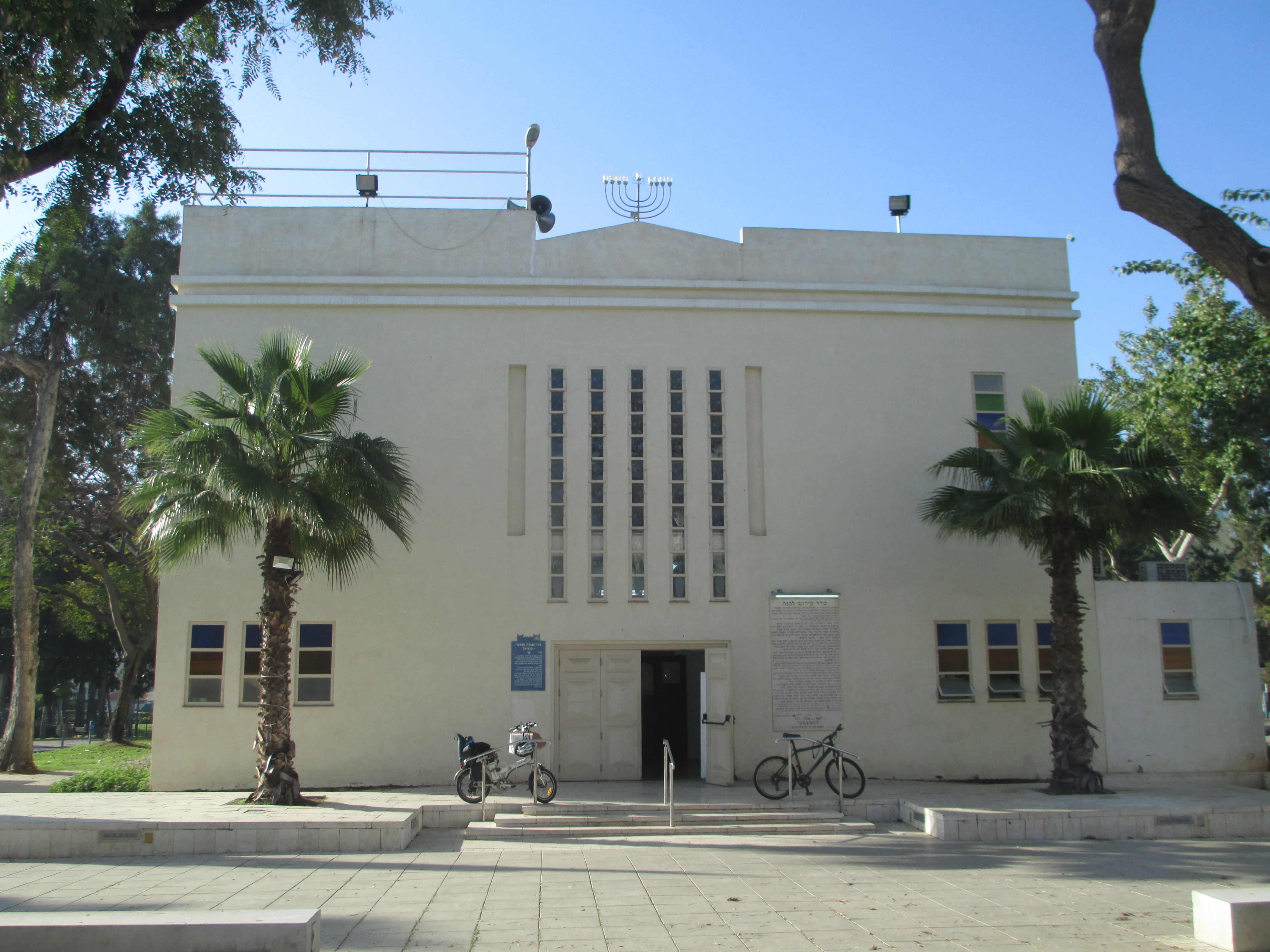
Sinagoga mare din Magdiel în Piața Ussishkin

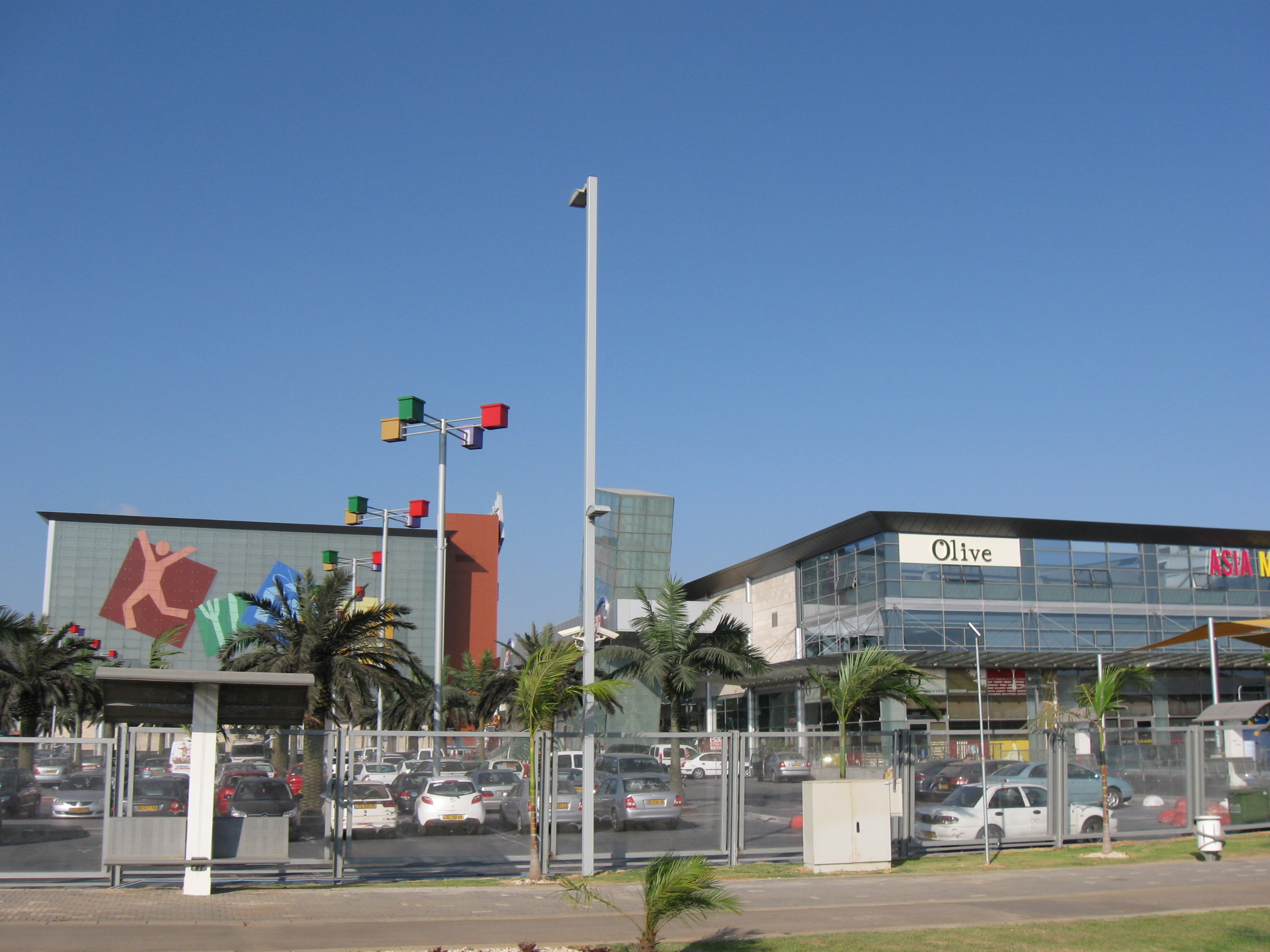
Mallul Sharonim

12 școli elementare: Școala democratică (înf. 2001), HaMagen, Yigal Alon, Lapid, Shilo, Mamlachti Alef, Neve Ne'eman, Rabin, Re'ut, Tali, Ha'Yarok-Ariel Sharon, and Begin 
5 gimnazii: HaRishonim, HaShachar, Atidim, Tzurim, Shkedim  .  
6 licee: Hadarim, Alexander Muss in Israel, Ramon, Mosenson, Na'amat, Hashikmim  
Satul de tineret Mosenson acceptă elevi din Israel și străinătate

## Atracții și obiective insemnate
- Parcul celor Patru Anotimpuri

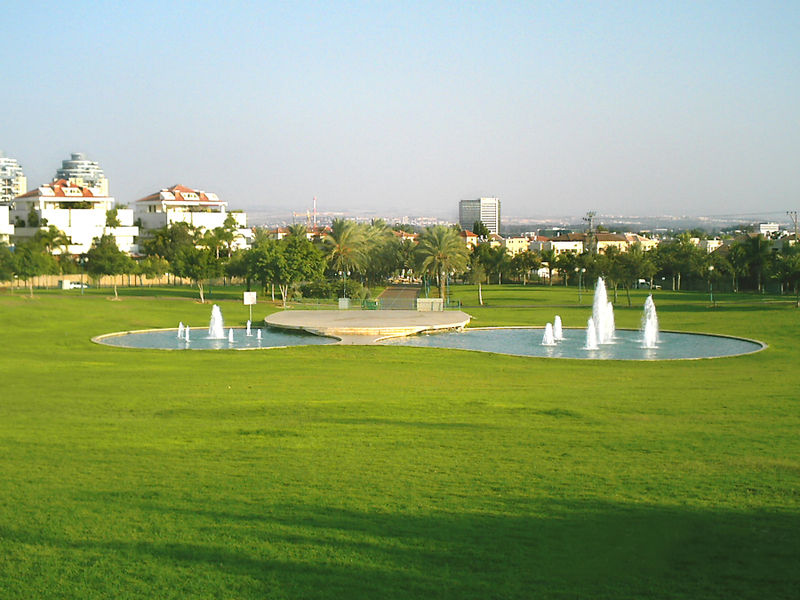
Parcul celor Patru Anotimpuri

parc pentru copii deschis în 1996 în partea de vest a orașului   agen.
- Parcul Hautacker - în Ramatayim
- Yad Lebanim - clădire care cuprinde o bibliotecă municipală, și un momument în memoria eroilor căzuți ai armatei israeliene. S-a inaugurat la 3 octombrie 1993.În apropiere se construieste o ieșivă și un teren de jocuri.

## Orașe înfrățite
- Dorsten, Germania
- Sinaia, Romania
- Izmir, Turcia - în trecut

## Personalități
- Ron Arad (1958-1988), pilot israelian, luat prizonier și răpit în Liban
- Danny Ayalon (1955- ),om politic și diplomat.
- Keren Hadar (1975 - ) cântăreață soprană
- Keren Leibovitch (1973- ), champion paralympique de natation.
- Bar Refaeli (1985- ), top model și actriță
- Imri Ziv (1991), cântăreț și participant la Concursul Muzical Eurovision 2017
- Netta Barzilai (1993- ), cântăreață, câștigătoare a Cconcursului Eurovision din 2018
- Shira Haas (1994-), actriță de cinema
- Dor Peretz (1995-) fotbalist la clubul Maccabi Tel Aviv